# Слензани

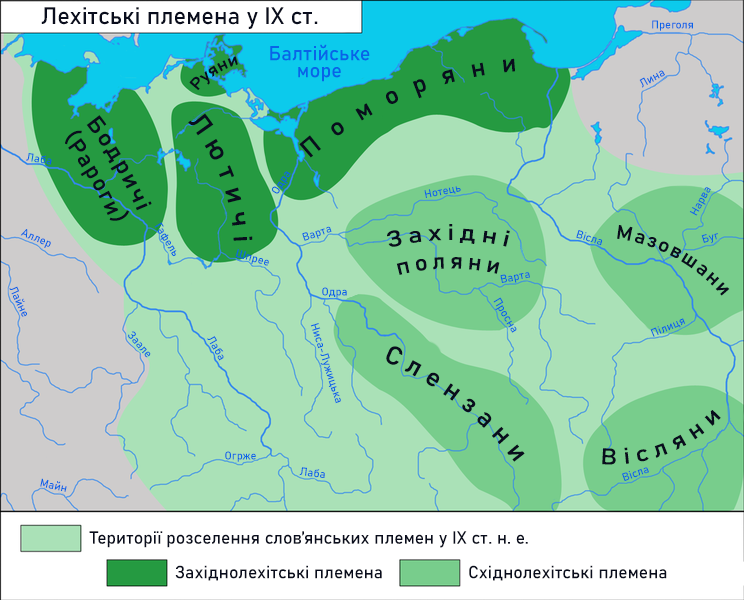
Розселення лехіцьких племен у 9 столітті

Сленза́ни (пол. Ślężanie) або силеза́ни — західнослов'янська етнічна група, що мешкала на територіях Нижньої Сілезії біля гори Сленжа аж до міста Вроцлава. Назва Сілезії походить від цього племені.
Баварський географ пригадав 15 селищ та городищ слензан.
Вплив Великої Моравії, потім чеських правителів було помічено (немає документа, що підтверджує офіційну залежність від Чехії). З 990 об'єднаний з держави Мешка I, першого короля Польщі. З часом склали основу сілезців.